# La Torderola
La Torderola és una riera que neix al vessant nord-oest del Montbarbat i, travessant el terme municipal de Maçanet de la Selva, s'ajunta amb la Séquia de Sils abans de descarregar les poques aigües que té a la Riera de Santa Coloma. La Torderola era una de les rieres que abocaven a l'antic llac de Sils, ja desaparegut.
El nom seria una al·lusió a la presència abundant de tords.